# Trachea immaculata
Trachea immaculata là một loài bướm đêm trong họ Noctuidae.